# Подгай (Шентюр)
Подгай (словен. Podgaj) — поселення в общині Шентюр, Савинський регіон, Словенія. 
Висота над рівнем моря: 314,9 м.